# Jogos Sul-Americanos de Praia de 2011
Os Jogos Sul-Americanos de Praia de 2011 foram a segunda edição do evento multiesportivo realizado entre os comitês olímpicos nacionais membros da Organização Desportiva Sul-Americana (ODESUL). O evento ocorreu no porto de Manta, no Equador. A cidade, que conta com 220.000 habitantes abrigou uma arena montada na praia, especialmente para o evento. Participaram 10 comitês olímpicos nacionais, com delegações que totalizaram 973 pessoas, sendo 679 atletas que disputaram 9 modalidades.

## Esportes
Nove modalidades compuseram o programa dos Jogos:
| - Esqui aquático - Futebol de areia - Handebol de praia | - Natação - Rugby de praia - Surfe | - Triatlo - Vela - Voleibol de praia |

## Países participantes
Dez dos quinze países filiados à ODESUL participaram do evento (entre parênteses o número de atletas):
| - Argentina (135) - Bolívia (60) - Brasil (138) | - Chile (54) - Colômbia (74) - Equador (120) - Paraguai (69) | - Peru (105) - Uruguai (106) - Venezuela (116) |

## Calendário
Este foi o calendário dos Jogos:

## Quadro de medalhas
País sede destacado.
| Ordem | País      |    |    |    | Total |
| 1     | Brasil    | 12 | 3  | 5  | 20    |
| 2     | Argentina | 7  | 9  | 6  | 22    |
| 3     | Equador   | 6  | 4  | 3  | 13    |
| 4     | Peru      | 2  | 1  | 2  | 5     |
| 5     | Venezuela |    | 6  | 3  | 9     |
| 6     | Uruguai   |    | 1  | 3  | 4     |
| 7     | Chile     |    | 1  | 2  | 3     |
| 7     | Colômbia  |    | 1  | 2  | 3     |
| 7     | Paraguai  |    | 1  | 2  | 3     |
| TOTAL | TOTAL     | 27 | 27 | 28 | 82    |